# Stella Parland
Stella Viveca Parland, född 25 mars 1974 i Esbo, död 3 februari 2015 i Helsingfors, var en finlandssvensk författare och teaterrecensent (Hufvudstadsbladet), sondotter till Oscar Parland.
Sedan 2016 delar Svenska Kulturfonden ut Stella Parland-priset:
"… till en konstnär eller en grupp konstnärer för konstnärlig verksamhet av hög kvalitet, till sin karaktär gränsöverskridande vad gäller språk, kultur eller genre och i en anda av humanism, öppenhet och gärna humor eller med anknytning till italiensk kultur”.
Det är tänkt att delas ut var tredje år och hade första året en prissumma på 7 000 Euro.

## Verk
- Dikter om öden och döden, Söderströms, 1999, tillsammans med Annika Sandelin
- Katastrofer och strofer om slummer och stoj, Söderströms, 2003
- Delirium – romanen om en hund, Söderströms 2004
- Gnatto pakpak, Söderströms 2010. Den aviserade uppföljaren Natto pakpak hann hon inte fullborda.
- Glossarium över förgätna fejder, House of Foundation, Norge, 2011
- Missförstånd: En ofärdig roman, Förlaget M, 2018

## Verk för scen
- Kautschuk: En marionettkabaré, 2006
- Kabaré kalla kalkon, 2009

## Översättningar
- Tuula Korolainen: Häxtal (Noitaluvut), för Söderströms 2004
- Laura Ruohonen: Smaskens damaskens (Allakka Pullakka), för Söderströms 2010

### Uppslagsverk
- Parland, Stella i Uppslagsverket Finland (webbupplaga, 2012). CC-BY-SA 4.0